# Hana Yori Dango
Hana Yori Dango (花より男子, Melhor doces do que flores) é uma série de mangá do gênero comédia-romântica criada por Yoko Kamio, e publicada entre 1992 e 2003. É considerado o mangá shoujo (para meninas) mais vendido no Japão.
O nome vem do provérbio japonês "preferir doces a flores". Em seu significado para a vida prática, o provérbio quer dizer que se deve prezar coisas úteis (como comida, neste caso o dango, um bolinho doce japonês) ao invés de coisas fugazes e românticas como flores. Mudando o kanji de ‘doces’ para ‘meninos’, que podem ser lidos da mesma maneira (dango), Kamio também faz uma crítica a quem dá muita importância para o ideal romântico dos rapazes, exatamente o que faz toda a Eitoku Gakuen em relação aos F4, na história do mangá.
O mangá ganhou uma versão animada em 1996, com 51 episódios, um filme de curta metragem, com as personagens em uma história paralela, e uma novela dorama em 2006. Além da novela japonesa, a obra ganhou também uma adaptação taiwanesa e uma adaptação coreana, uma adaptação chinesa produzida pela Netflix e recentemente ganhou uma versão tailandesa. Os direitos de Hana Yori Dango pertencem a Yoko Kamio, Shueisha, Bandai e Toei Animation.

## Enredo
Makino Tsukushi, personagem principal, é uma garota de uma família pobre que, apesar das dificuldades financeiras, conseguiu ser admitida em uma escola de pessoas extremamente ricas. Para que ela possa estudar, sua família passa, com orgulho, por muitas privações, na esperança de que a filha consiga conquistar um herdeiro milionário. Nessa escola, Eitoku Gakuen, os alunos esbanjam suas vantagens financeira, porém, os que mais se destacam são um famoso grupo de quatro rapazes chamado de Flower Four, os F4 (flores no sentido de preciosos), que são os herdeiros das mais poderosas famílias do Japão. Pelo poder financeiro dos seus nomes, eles ditam as regras na escola, passando por cima até mesmo dos professores e diretores. A palavra TSUKUSHI, nome da protagonista, significa erva-daninha. Basicamente é o que a personagem é considerada pelo F4 e o restante da Eitoku Gakuen. No decorrer da história, ela decide agir como o seu nome, e essa é exatamente a personalidade.
Em Eitoku Gakuen, receber um papel vermelho do F4, é como receber uma sentença de morte. Ir contra eles significa ser desprezado por toda a escola. Quem recebe a tarja, é maltratado cruelmente pelos outros alunos, até sair da escola.
Nesse cenário de ostentação, tudo o que Makino Tsukushi deseja é se formar tranquilamente, sem se envolver com os outros alunos. Porém, depois de um incidente, onde ela não pôde ficar calada diante da injustiça do líder do F4, ela recebe a Tarja Vermelha. A partir daí, sua vida nunca mais foi a mesma.
Os membros do F4 são:
- Akira Mimasaka, o herdeiro da mais poderosa máfia japonesa;
- Soujirou Nishikado, herdeiro da maior escola de cerimônia do chá do país;
- Rui Hanazawa, herdeiro de um grande empresário;
- Tsukasa Doumyouji, o líder, herdeiro de uma grande corporação, com negócios pelo mundo inteiro.

## Novela/dorama Japonês
Em 2006, foi produzido uma adaptação de Hana Yori Dango em dorama (novela japonesa), com 9 episódios, exibidos pela TBS. O sucesso do drama foi tanto que no começo de 2007 o elenco voltou com Hana Yori Dango 2 Returns, com 12 episódios. Em 2008, a continuação do dorama ganhou uma versão cinematográfica, com Hana Yori Dango Final.
1ª temporada
Exibido entre 21 de outubro à 16 de dezembro.
Musicas temas: Wish, do Arashi, e Planetariun, de Otsuka Ai.
2ª temporada
Exibido entre 05 de janeiro à 16 de março.
Músicas temas: Love so Sweet, do Arashi e Flavor of Life, de Utada Hikaru.
Versão Coreana
Em 2009 foi lançado Boys Over Flowers (Meninos antes de Flores).

## Personagens
Informações
- Personagem: Nome em estilo ocidental, nome-sobrenome.
- Nome em japonês: escrito em estilo japonês, sobrenome-nome
- Ator: Ator ou atriz do personagem da versão dorama.
- Dublador: Dublador japonês da versão anime.

| Personagem         | Tipo                     | Nome em japonês | Ator              | Dublador         |
| ------------------ | ------------------------ | --------------- | ----------------- | ---------------- |
| Tsukushi Makino    | Protagonista             | 牧野 つくし     | Mao Inoue         | Maki Mochida     |
| Tsukasa Doumyouji  | Membro do F4             | 道明寺 司       | Jun Matsumoto     | Naoki Miyashita  |
| Rui Hanazawa       | Membro do F4             | 花沢 類         | Shun Oguri        | Kouji Yamamoto   |
| Soujirou Nishikado | Membro do F4             | 西門 総二郎     | Shota Matsuda     | Yoshihiko Akaida |
| Akira Mimasaka     | Membro do F4             | 美作 あきら     | Tsuyoshi Abe      | Yuuta Mochizuki  |
| Sakurako Sanjo     | Antagonista              | 三条 桜子       | Megumi Sato       | Mikako Sakurada  |
| Yuuki Matsuoka     | Amiga de Tsukushi        | 松岡 優紀       | Aki Nishihara     | Kanako Tobimatsu |
| Shizuka Todou      | amiga de infância dos F4 | 藤堂 静         | Mayumi Sada       | Keiko Imamura    |
| Haruo Makino       | pai de Tsukushi          | 牧野 晴男       | Susumu Kobayashi  |                  |
| Chieko Makino      | mãe de Tsukushi          | 牧野 千恵子     | Mako Ishino       | Rumi Watabe      |
| Susumu Makino      | irmão de Tsukushi        | 牧野 進         | Satoshi Tomiura   | Takayuki Inoue   |
| Kaede Doumyouji    | mãe de Tsukasa           | 道明寺 楓       | Mariko Kaga       | Mika Doi         |
| Tsubaki Doumyouji  | irmã de Tsukasa          | 道明寺 椿       | Nanako Matsushima | Chiho Ookawa     |